# Klawiatura muzyczna

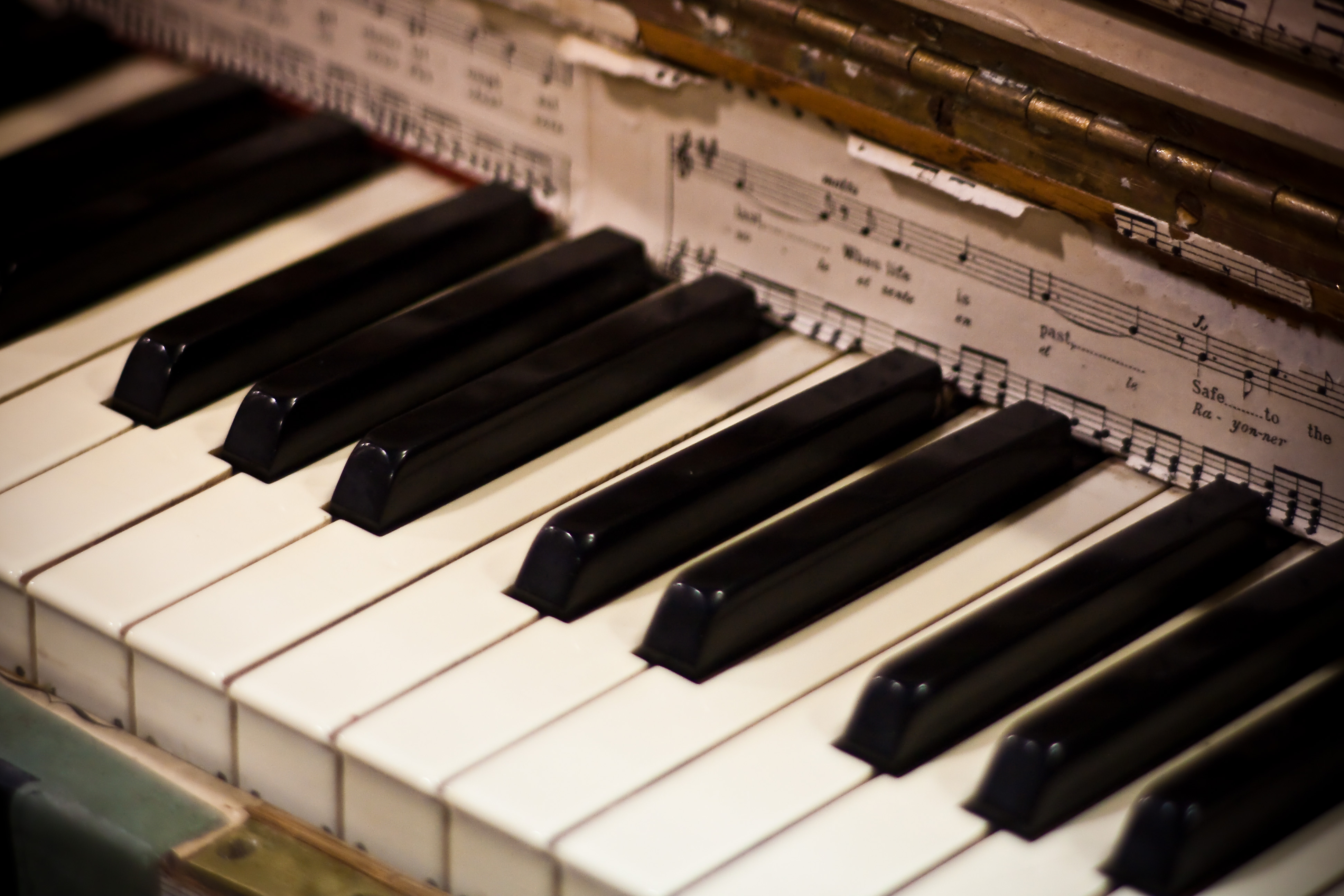
Klawiatura muzyczna (fortepianowa)

Klawiatura muzyczna – klawiatura występująca w instrumentach muzycznych, m.in. w fortepianach, pianinach, organach (tzw. manuały), klawesynach, akordeonach, melodykach, a także w instrumentach elektronicznych.

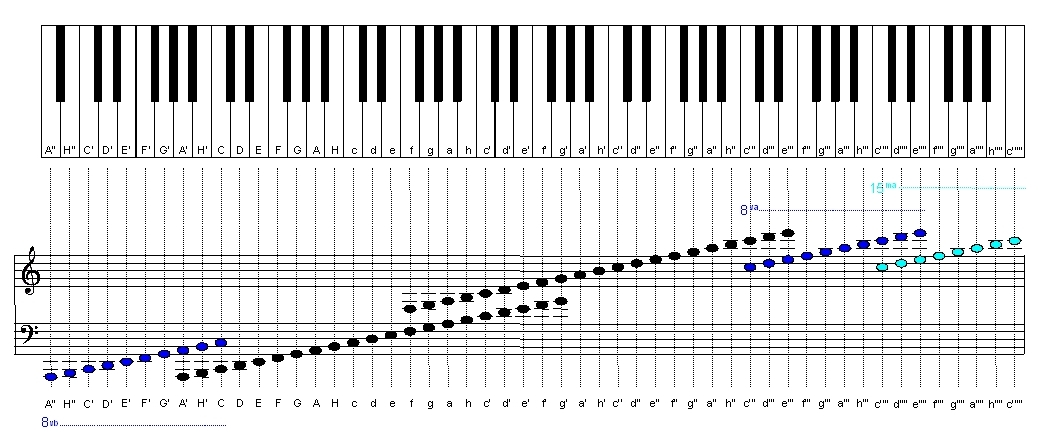
Klawiatura fortepianu i odpowiadające poszczególnym klawiszom nuty